# リーガー・オルゲルバウ
リーガー・オルゲルバウ（Rieger Orgelbau）は、オーストリアのシュヴァルツに本拠地を置く、オルガン・パイプオルガンの設計や製作、修復を行う企業。日本ではリーガー社の「リーガーオルガン」として知られる。

## 概要
歴史あるオルガン製造技術を守りながら、過去から現代までのコンサートホールや教会に応じた設計を行っている。
ヨーロッパをはじめ様々な国での実績があり、日本ではサントリーホール（東京都港区赤坂）等に設置されている。

## 日本での設置事例
- 国際基督教大学 大学礼拝堂（1970年） - 1973年にサントリー音楽賞（旧鳥井音楽賞）を受賞[2]
- サントリーホール 大ホール（1986年）
- 所沢市民文化センター ミューズ アークホール（大ホール）[3]